# ラジオ65人のなかま
『ラジオ65人のなかま』（ラジオ65にんのなかま）は、毎日放送（MBS）開局65周年企画の一環として、同局のラジオ放送部門（MBSラジオ）が2017年1月5日から2018年2月11日まで週に1回のペースで放送したインタビュー番組。MBSアナウンサーの上泉雄一が「ナビゲーター」（進行役）を務めた。
当ページでは、MBS開局65周年記念番組として2016年にMBSラジオで放送された『MBSラジオ65年物語』（エムビーエスラジオ65ねんものがたり）『MBSラジオ　100年への物語』（ - 100ねんへのものがたり）についても述べる。

## 概要
MBSでは、新日本放送時代の1951年9月1日正午に、日本の民間放送事業者としては2番目に早く地上波ラジオ（中波）の本放送を開始。開始から65周年に当たる2016年には、MBSラジオの歴史を番組出演者の証言で振り返る開局記念番組として、『MBSラジオ65年物語』シリーズをレギュラーで編成していた（詳細後述）。
当番組では、「ラジオに想いのある65人」が「影響を受けたラジオ番組」「ラジオの未来」をテーマに語ったインタビューのダイジェストを、基本として1回につき1人分放送した。インタビューの対象は、MBSラジオの番組パーソナリティ経験者にとどまらず、ラジオ以外の世界で活躍する著名人にも及んだ。また、インタビュー対象者と縁の深いMBSのアナウンサー・番組パーソナリティや、インタビューテーマと関係の深いMBSラジオの番組スタッフがインタビュアーを務めた。

## 放送時間
- 毎週木曜日 21:45 - 22:00（2017年1月5日 - 2017年3月23日）
  - 2017年1月1日（月曜日）の14:00 - 15:00には、レギュラー放送の開始を前に、新春特別番組として特別版を編成。明石家さんま・青木功・田原総一朗に対するインタビューの模様を放送した[3]。
  - 2016年度プロ野球オフシーズン最終日（2017年3月30日）は、番組改編に伴う調整のため休止（前枠番組「スマラジw『笑い飯哲夫の明るく楽しいニュースシャワー』」の放送枠を、当番組開始以前の終了時刻だった22:00まで延長）。
- 毎週日曜日 9:15 - 9:30（2017年4月2日 - 2017年10月1日）
- 毎週日曜日 6:00 - 6:15（2017年10月8日 - 2018年2月11日）
  - 番組タイトルの通りに、ゲストが65名に達したことから、改編期を前に終了した。最終回のゲストは、『ありがとう浜村淳です』『ありがとう浜村淳です土曜日です』（いずれもMBSラジオ午前の生ワイド番組）でパーソナリティを務める浜村淳。

## 出演者
- ナビゲーター：上泉雄一（MBSアナウンサー）

## 関連番組

### 『MBSラジオ65年物語』
2016年7月4日（月曜日）から9月2日（金曜日）まで、毎週月曜日 - 金曜日の15:27 - 15:30に事前収録形式で放送。MBSラジオと縁の深い新旧の番組パーソナリティや、新旧のMBSアナウンサーが日替わりで1名ずつ登場するとともに、MBSラジオでの思い出話をモノローグで披露していた。
前枠の生ワイド番組『こんちわコンちゃんお昼ですょ!』木曜日の週替わりレギュラーでもある原田伸郎が本編のナビゲーターを務める一方で、本編の直後には、「Thank you! Happy today!～MBSラジオのうた～」（つんく♂の作曲によるMBSラジオ65周年記念ステーションソング）に関する事前収録のインフォマーシャルを挿入。英語が堪能な現役アナウンサーの大吉洋平・玉巻映美が、英語でのやり取りを交えながら、「Thank you! Happy today!」に関する情報を毎週少しずつ明かすという趣向を講じていた。
MBSラジオでは、当番組の放送期間中に、『こんちわコンちゃんお昼ですょ!』の放送枠（通常は月 - 金曜日の12:30  - 15:30）を3分短縮。当番組の本編と前述のインフォマーシャルを流してから、次枠の生ワイド番組『上泉雄一のええなぁ!』へ直結させていた。

### 『MBSラジオ 100年への物語』
『MBSラジオ65年物語』のダイジェスト番組で、2016年10月2日から12月24日まで毎週日曜日の6:00 - 6:15に放送。放送時点のMBSアナウンサーで同局への勤務歴が最も浅い（入社2年目の）玉巻・藤林温子・森本尚太から、週替わりで1名がナビゲーターを担当。『65年物語』で放送されたモノローグから、当日出演のナビゲーターが選んだ音源を改めて流すとともに、「（MBS開局100周年に当たる）35年後（2051年）の未来」を意識したトークを展開していた。2017年10月8日からは、『ラジオ65人のなかま』が放送枠を引き継いでいる。